# Edmund Beaufort, 4. vévoda ze Somersetu
Edmund Beaufort, 4. vévoda ze Somersetu (asi 1438 – 6. květen 1471) byl anglický šlechtic a vojenský velitel v době války růží.
Byl synem Edmunda Beauforta, 1. vévody ze Somersetu a Eleanory Beauchampové. Vévodou se stal po smrti svého staršího bratra Jindřicha roku 1464. Tento titul byl ale částečně sporný s ohledem na to, že Eduard IV. Jindřicha tohoto titulu zbavil a nápravu provedl až dlouho po jeho smrti Jindřich VII.
Edmund nebyl příliš nadšen ze spojenectví mezi královnou Markétou a Richardem Neville, hrabětem z Warwicku, bývalým spojencem Eduarda IV., se kterým se rozešel, a příliš s nimi nespolupracoval. Jeho neúspěch v obraně Londýna proti Eduardovi poznamenal výrazným způsobem toto vojenské tažení.

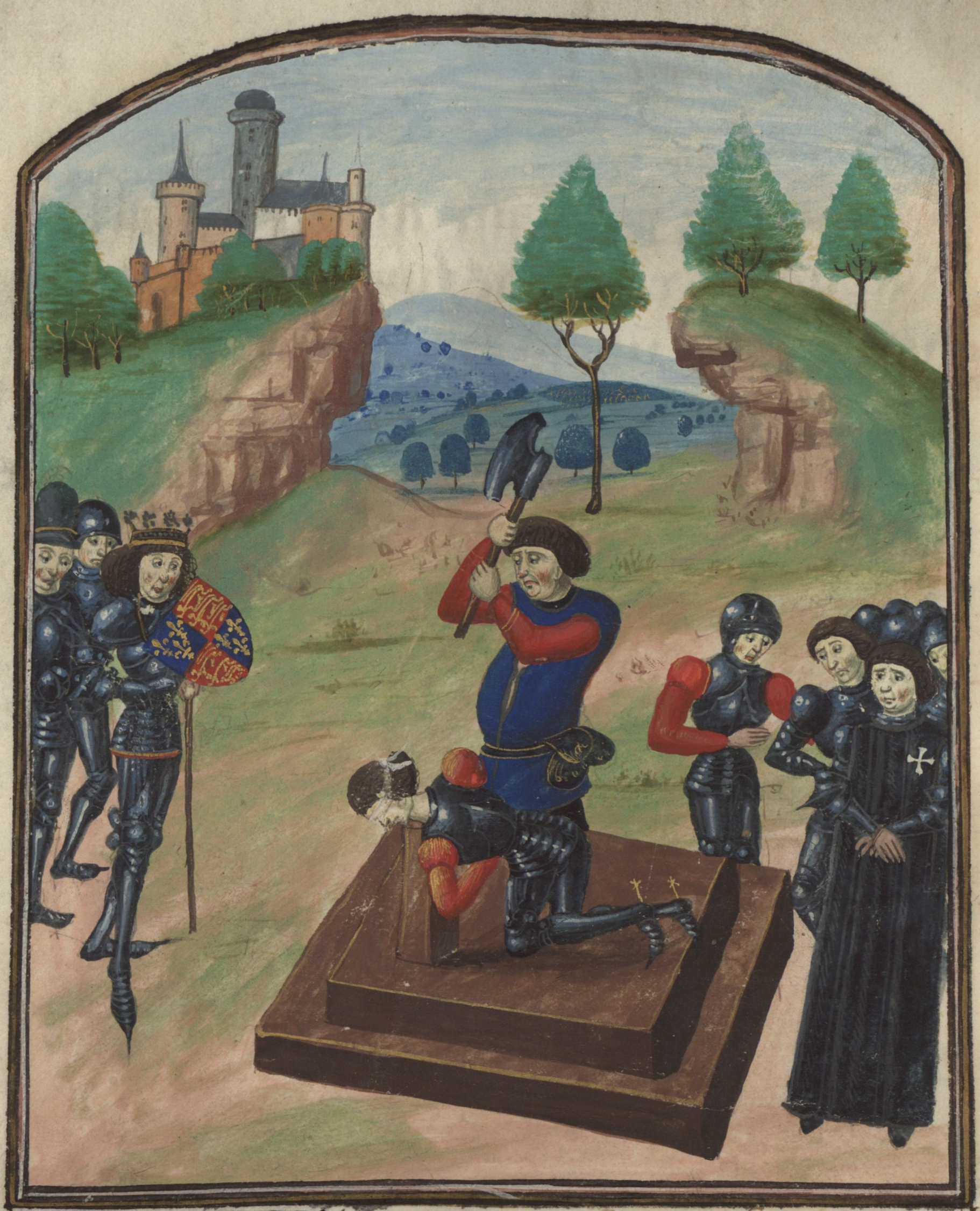
Poprava Edmunda Beauforta u Tewkesbury

Velel pravému křídlu Lancasterského vojska v bitvě u Tewkesbury (1471) kde vedl zuřivý útok proti yorskému veliteli lordu Hastingsovi. Nedočkal se ale podpory ani od hraběte z Devonu ani od lorda Wenlocka. Po porážce se Edmund a ostatní Lancasterští velitelé ukryli v Tewkesburském opatství ale byli odsud vypuzeni a popraveni.
Edmund zemřel, aniž se oženil. Jeho mladší bratr Jan byl v bitvě u Tewkesbury zabit také a tím rod Beaufortů vymřel. Nadále rod pokračoval v levobočné linii Karlem Somersetem, 1. hrabětem z Worcesteru, což byl nemanželský syn Edmundova bratra Jindřicha Beauforta 3. vévody ze Somersetu. Edmund i jeho mladší bratr Jan byli pochováni v Tewkesburském opatství.
Po smrti Jindřicha VI., krátce po bitvě u Tewkesbury, se stali hlavními reprezentanty Lancasterů Edmundova sestřenice Markéta Beaufortová a její syn Jindřich, pozdější král Jindřich VII.